# Duško Tošić
Duško Tošić (srbskou cyrilicí: Душко Тошић, * 19. ledna 1985) je bývalý srbský profesionální fotbalista, který hrál na pozici obránce.

## Klubová kariéra

### Počátky kariéry
Tošić se narodil ve Zrenjaninu a svou kariéru začal v rodném Srbsku v OFK Bělehrad, než se v zimě 2006 přesunul do francouzského klubu Sochaux, ale v klubu strávil pouze jednu a půl sezóny, protože o něj projevily zájem další evropské kluby z Itálie, Německa a Španělska. Během jeho působení v Sochaux vyhráli v sezóně 2006/07 Coupe de France.

### Werder Brémy
Na sezónu 2007/08 přestoupil do Werderu Brémy, kde podepsal smlouvu do roku 2011. Dne 1. února 2010 byla jeho smlouva s klubem ukončena.

### Portsmouth
Tošić podepsal smlouvu s Portsmouthem 12. února 2010, ale v důsledku finanční situace klubu byl Tošićův přestup do Premier League zrušen a byl nucen klub opustit do měsíce od podpisu smlouvy. Tošić byl nevyužitým náhradníkem při únorovém vítězství Portsmouthu 4:1 v pátém kole FA Cupu na hřišti Southamptonu. V téže sezóně se již na hřiště nedostal. Dne 25. března 2010 odešel na hostování do konce sezóny do Queens Park Rangers.

### CZ Bělehrad
Dne 7. července 2010 přestoupil do CZ Bělehrad a podepsal tříletou smlouvu, poté, co odmítl zájem některých anglických klubů. Dne 31. srpna 2011 bylo oznámeno, že se připojí k Realu Betis na dvouleté hostování s opcí. Do Crvene zvezdy se vrátil v lednu 2012.

### Gençlerbirliği
Dne 21. června 2012 bylo oznámeno, že Tošić opustí CZ Bělehrad a připojí se k tureckému týmu Gençlerbirliği. Hrál tam tři sezóny a byl jedním z nejlepších hráčů v týmu.

### Beşiktaş
Dne 2. června 2015 podepsal Tošić s Beşiktaşem tříletou smlouvu. Beşiktaş vyhrál titul v Süper Lig v sezóně 2015/16 a 2016/17, přičemž Tošić zaujímal především pozici levého nebo středního obránce.

### Kuang-čou City
Dne 18. května 2018 Beşiktaş oznámil, že Tošić se chystá podepsat smlouvu s Kuang-čou City FC za poplatek 5 milionů eur. Podepsal smlouvu na dva a půl roku.

## Reprezentační kariéra
Tošić debutoval v národním týmu 15. listopadu 2006 proti Norsku, v přátelském utkání, které skončilo remízou 1:1.
V červnu 2018 zařadil Mladen Krstajić Tošiće do finálního 23členného srbského týmu pro Mistrovství světa ve fotbale 2018, kde se objevil ve dvou zápasech proti Kostarice a Švýcarsku.

## Osobní život
Tošić se narodil ve Zrenjaninu, ale vyrůstal v nedaleké vesnici Orlovat. V červnu 2008 se oženil se srbskou popovou zpěvačkou Jelenou Karleušou. Pár má dvě dcery, Atinu a Niku. V září 2024 Karleuša i Tošić v samostatných prohlášeních potvrdili, že po letech odloučení podávají žádost o rozvod.
Před srbskými parlamentními volbami v roce 2023 Tošić přislíbil podporu Aleksandaru Vučićovi a jeho kampani.

## Statistiky

### Klubové
Platí k zápasu hranému 18. dubna 2021.
| Klub                            | Sezóna            | Liga                 | Liga   | Liga | Národní pohár | Národní pohár | Kontinentální | Kontinentální | Ostatní | Ostatní | Celkově | Celkově |
| Klub                            | Sezóna            | Soutěž               | Zápasy | Góly | Zápasy        | Góly          | Zápasy        | Góly          | Zápasy  | Góly    | Zápasy  | Góly    |
| ------------------------------- | ----------------- | -------------------- | ------ | ---- | ------------- | ------------- | ------------- | ------------- | ------- | ------- | ------- | ------- |
| OFK Bělehrad                    | 2002/03           | Prva savezna liga    | 14     | 0    | 0             | 0             | —             | —             | —       | —       | 14      | 0       |
| OFK Bělehrad                    | 2003/04           | Prva savezna liga    | 25     | 2    | 3             | 0             | 2             | 1             | —       | —       | 30      | 3       |
| OFK Bělehrad                    | 2004/05           | Prva savezna liga    | 24     | 2    | 1             | 0             | 6             | 1             | —       | —       | 31      | 3       |
| OFK Bělehrad                    | 2005/06           | Prva savezna liga    | 17     | 2    | 3             | 2             | 2             | 0             | —       | —       | 22      | 4       |
| OFK Bělehrad                    | Celkově           | Celkově              | 80     | 6    | 7             | 2             | 10            | 2             | —       | —       | 97      | 10      |
| Sochaux                         | 2005/06           | Ligue 1              | 14     | 0    | 1             | 0             | —             | —             | —       | —       | 15      | 0       |
| Sochaux                         | 2006/07           | Ligue 1              | 26     | 1    | 9             | 0             | —             | —             | —       | —       | 35      | 1       |
| Sochaux                         | Celkově           | Celkově              | 40     | 1    | 10            | 0             | —             | —             | —       | —       | 50      | 1       |
| Werder Brémy                    | 2007/08           | Bundesliga           | 12     | 0    | 2             | 0             | 6             | 0             | —       | —       | 20      | 0       |
| Werder Brémy                    | 2008/09           | Bundesliga           | 9      | 0    | 1             | 0             | 1             | 0             | —       | —       | 11      | 0       |
| Werder Brémy                    | 2009/10           | Bundesliga           | 1      | 0    | 0             | 0             | 0             | 0             | —       | —       | 1       | 0       |
| Werder Brémy                    | Celkově           | Celkově              | 22     | 0    | 3             | 0             | 7             | 0             | —       | —       | 32      | 0       |
| Queens Park Rangers (hostování) | 2009/10           | EFL Championship     | 5      | 0    | 0             | 0             | —             | —             | —       | —       | 5       | 0       |
| CZ Bělehrad                     | 2010/11           | Srbská SuperLiga     | 25     | 1    | 3             | 0             | 2             | 0             | —       | —       | 30      | 1       |
| CZ Bělehrad                     | 2011/12           | Srbská SuperLiga     | 16     | 1    | 3             | 0             | 4             | 0             | —       | —       | 23      | 1       |
| CZ Bělehrad                     | Celkově           | Celkově              | 41     | 2    | 6             | 0             | 6             | 0             | —       | —       | 53      | 2       |
| Betis (hostování)               | 2011/12           | La Liga              | 1      | 0    | 1             | 0             | —             | —             | —       | —       | 2       | 0       |
| Gençlerbirliği                  | 2012/13           | Süper Lig            | 33     | 1    | 2             | 0             | —             | —             | —       | —       | 35      | 1       |
| Gençlerbirliği                  | 2013/14           | Süper Lig            | 28     | 0    | 0             | 0             | —             | —             | —       | —       | 28      | 0       |
| Gençlerbirliği                  | 2014/15           | Süper Lig            | 28     | 1    | 3             | 0             | —             | —             | —       | —       | 31      | 1       |
| Gençlerbirliği                  | Celkově           | Celkově              | 89     | 2    | 5             | 0             | —             | —             | —       | —       | 94      | 2       |
| Beşiktaş                        | 2015/16           | Süper Lig            | 15     | 0    | 7             | 0             | 2             | 0             | —       | —       | 24      | 0       |
| Beşiktaş                        | 2016/17           | Süper Lig            | 26     | 2    | 1             | 0             | 12            | 0             | 1       | 0       | 40      | 2       |
| Beşiktaş                        | 2017/18           | Süper Lig            | 25     | 5    | 3             | 0             | 7             | 0             | 1       | 0       | 36      | 5       |
| Beşiktaş                        | Celkově           | Celkově              | 66     | 7    | 11            | 0             | 21            | 0             | 2       | 0       | 100     | 7       |
| Kuang-čou City                  | 2018              | Chinese Super League | 13     | 1    | 4             | 0             | —             | —             | —       | —       | 17      | 1       |
| Kuang-čou City                  | 2019              | Chinese Super League | 12     | 3    | 0             | 0             | —             | —             | —       | —       | 12      | 3       |
| Kuang-čou City                  | 2020              | Chinese Super League | 12     | 2    | 0             | 0             | —             | —             | —       | —       | 12      | 2       |
| Kuang-čou City                  | Celkově           | Celkově              | 37     | 6    | 4             | 0             | 0             | 0             | 0       | 0       | 41      | 6       |
| Kasımpaşa                       | 2020/21           | Süper Lig            | 10     | 0    | 0             | 0             | —             | —             | —       | —       | 10      | 0       |
| Celkově v kariéře               | Celkově v kariéře | Celkově v kariéře    | 391    | 24   | 47            | 2             | 44            | 2             | 2       | 0       | 484     | 28      |

### Reprezentační
Platí k zápasu hranému 22. června 2018.
| Národní tým | Rok     | Zápasy | Góly |
| ----------- | ------- | ------ | ---- |
| Srbsko      | 2006    | 1      | 0    |
| Srbsko      | 2007    | 6      | 1    |
| Srbsko      | 2008    | 2      | 0    |
| Srbsko      | 2009    | 0      | 0    |
| Srbsko      | 2010    | 0      | 0    |
| Srbsko      | 2011    | 0      | 0    |
| Srbsko      | 2012    | 2      | 0    |
| Srbsko      | 2013    | 0      | 0    |
| Srbsko      | 2014    | 3      | 0    |
| Srbsko      | 2015    | 3      | 0    |
| Srbsko      | 2016    | 2      | 0    |
| Srbsko      | 2017    | 2      | 0    |
| Srbsko      | 2018    | 5      | 0    |
| Celkově     | Celkově | 26     | 1    |

#### Reprezentační góly
Skóre a výsledky Srbska jsou vždy zapsány jako první. Góly Duška Tošiće jsou zvýrazněny.
| Gól | Datum          | Místo                                      | Soupeř      | Skóre | Výsledek | Soutěž                                            |
| --- | -------------- | ------------------------------------------ | ----------- | ----- | -------- | ------------------------------------------------- |
| 1.  | 17. října 2007 | Tofik Bakhramov Stadium, Baku, Ázerbájdžán | Ázerbájdžán | 1:0   | 6:1      | Kvalifikace na Mistrovství Evropy ve fotbale 2008 |

## Úspěchy
Sochaux
- Coupe de France: 2006/07

Werder Brémy
- DFB-Pokal: 2008/09
- Poražený finalista Poháru UEFA: 2008/09

CZ Bělehrad
- Srbský pohár: 2011/12

Beşiktaş
- Süper Lig: 2015/16, 2016/17

Srbsko U21
- Poražený finalista Mistrovství Evropy ve fotbale hráčů do 21 let: 2007

Individuální
- Tým turnaje Mistrovství Evropy ve fotbale hráčů do 21 let: 2007
- Tým sezóny Srbské SuperLigy: 2010/11, 2011/12